# Ordine dell'Indipendenza (Azerbaigian)
L'Ordine dell'Indipendenza è un'onorificenza azera.

## Storia
L'Ordine è stato fondato il 6 dicembre 1993.

## Assegnazione
L'Ordine è assegnato ai cittadini:
- per altissimi meriti nel movimento di liberazione nazionale in Azerbaigian;
- per gli eminenti servizi allo stato e al popolo della Repubblica dell'Azerbaigian;
- per altissimi meriti nel lavoro di costruzione della nazione della Repubblica dell'Azerbaigian.

## Insegne
- Il nastro è blu con due strisce neri ai lati circondate da due sottili strisce pure nere.